# Taiyu (sockenhuvudort i Kina, Hebei Sheng, lat 38,92, long 114,47)
Taiyu är en sockenhuvudort i Kina. Den ligger i provinsen Hebei, i den norra delen av landet, omkring 200 kilometer sydväst om huvudstaden Peking. Antalet invånare är 6 718. Befolkningen består av 3 234 kvinnor och 3 484 män. Barn under 15 år utgör 21,0 %, vuxna 15-64 år 68 %, och äldre över 65 år 10,0 %.
Runt Taiyu är det tätbefolkat, med 476 invånare per kvadratkilometer. Närmaste större samhälle är Pingyang, 11,5 km söder om Taiyu. Trakten runt Taiyu består till största delen av jordbruksmark.
Genomsnittlig årsnederbörd är 675 millimeter. Den regnigaste månaden är juli, med i genomsnitt 200 mm nederbörd, och den torraste är januari, med 3 mm nederbörd.